# Николаев, Владимир Васильевич (кинооператор)
Влади́мир Васи́льевич Никола́ев (11 июня 1909, Москва — 30 ноября 1995, там же) — советский кинооператор игрового и документального кино, заслуженный деятель искусств РСФСР (1965).

## Биография
Родился в Москве. В период 1925—1928 годов работал на аптекарском складе. В 1932 году после окончания операторского факультета Государственного института кинематографии начал работать на Московской студии «Союзкинохроника». Автор сюжетов для кинопериодики: «Наука и техника», «На страже СССР», «Пионерия», «Союзкиножурнал».
В сентябре 1933 года призван в Красную армию.
С 1935 года работал на киностудии «Мосфильм» в качестве ассистента оператора — «Семья Оппенгейм» (1938), второго оператора — «Поднятая целина» (1939), «Концерт-Вальс» (1940), «Дело Артамоновых» (1941).
С началом войны вновь призван в Красную армию, служил в 41-м гвардейском пушечном артиллерийском полку, с августа 1941 года участвовал в боевых операциях. В августе 1942 года получил тяжёлую контузию. Воевал на Западном, Калининском, 2-м Белорусском фронтах. Окончил войну в звании майора.
По окончании войны вернулся на студию «Мосфильм». Был вторым оператором на картинах «Мичурин» (1948), «Падение Берлина» (1949), в дальнейшем работал как оператор-постановщик. Проводил экспериментальные работы по созданию новых образцов грима для цветного и чёрно-белого кино.
Член Союза кинематографистов СССР (Москва).
Скончался 30 сентября 1995 года в Москве. Похоронен на Николо-Архангельском кладбище.

### Семья
- сын — Анатолий Владимирович Николаев (1946—1983), кинооператор на студии «Мосфильм»[3]

## Избранная фильмография
- 1932 — Готов к труду и обороне (короткометражный)
- 1947 — Слава Москве / Празднование 800-летия Москвы (документальный; в соавторстве)
- 1951 — Большой концерт (фильм-концерт; совместно с М. Гиндиным)
- 1951 — Незабываемый 1919 год (совместно с Л. Косматовым)
- 1952 — Школа злословия (совместно с М. Гиндиным)
- 1954 — Борис Годунов
- 1954 — Весёлые звёзды (совместно с М. Гиндиным)
- 1955 — Весенние голоса
- 1956 — Поэт
- 1958 — Хождение за три моря (совместно с Е. Андриканисом, Р. Сингхом)
- 1959 — Баллада о солдате (совместно с Э. Савельевой)
- 1961 — Битва в пути
- 1962 — Коллеги
- 1964 — Председатель
- 1967 — Если дорог тебе твой дом (документальный)
- 1968 — Ещё раз про любовь
- 1968 — Хозяин тайги
- 1969 — Посол Советского Союза
- 1971 — Пропажа свидетеля
- 1972 — Инженер Прончатов
- 1973 — Океан
- 1974 — Чудо с косичками (совместно с А. Николаевым)
- 1979 — Обыкновенные необыкновенные ребята (короткометражный; совместно с А. Николаевым)
- 1979 — Феерия на манеже (короткометражный; совместно с А. Николаевым)

## Награды и звания
- орден Красной Звезды (30 октября 1942)[5];
- орден Отечественной войны I степени (5 февраля 1943)[6];
- орден Красного Знамени(16 июля 1944)[10];
- орден Красного Знамени (11 июня 1945)[11];
- орден Красного Знамени (14 июня 1945)[7];
- медаль «За оборону Москвы» (1944)[4];
- медаль «За победу над Германией в Великой Отечественной войне 1941—1945 гг.» (1945)[4]
- медаль «За взятие Кёнигсберга» (1946)[4]
- медаль «В память 800-летия Москвы» (6 февраля 1948)[источник не указан 798 дней]
- орден Знак Почёта (6 марта 1950)[источник не указан 798 дней]
- золотая медаль Индийских кинематографистов за фильм Хождение за три моря (1957)[источник не указан 798 дней]
- заслуженный деятель искусств РСФСР (1965)[1]
- орден Трудового Красного Знамени (12 апреля 1974)[источник не указан 798 дней]
- орден Отечественной войны I степени (6 ноября 1985)[12]
- приз за лучшую операторскую работу на кинофестивале Прага 1973 — за фильм «Инженер Прончатов»[источник не указан 798 дней]
- приз на VI Всесоюзном кинофестивале спортивных фильмов в Минске (1976) — за фильм «Чудо с косичками»[13]
- шесть личных благодарностей от Верховного Главнокомандующего[источник не указан 798 дней].